# 手島 (香川県)
手島（てしま）は香川県丸亀市にある島である。

## 概要
丸亀港の北21kmの海上に位置し、面積は3.41km2である。
平家の落人が住みついて集落ができたと伝えられている。本島と同じく人名（にんみょう）の島だった。江戸時代には神社仏閣を建立した塩飽大工を数多く出した。
タバコやトウガラシの栽培で栄えたが、現在は、ひまわりと幻の唐辛子といわれる「香川本鷹」の栽培で知られる。2018年（平成30年）4月1日現在の人口は18人である。

## 交通
丸亀港→広島→小手島→手島

## ギャラリー

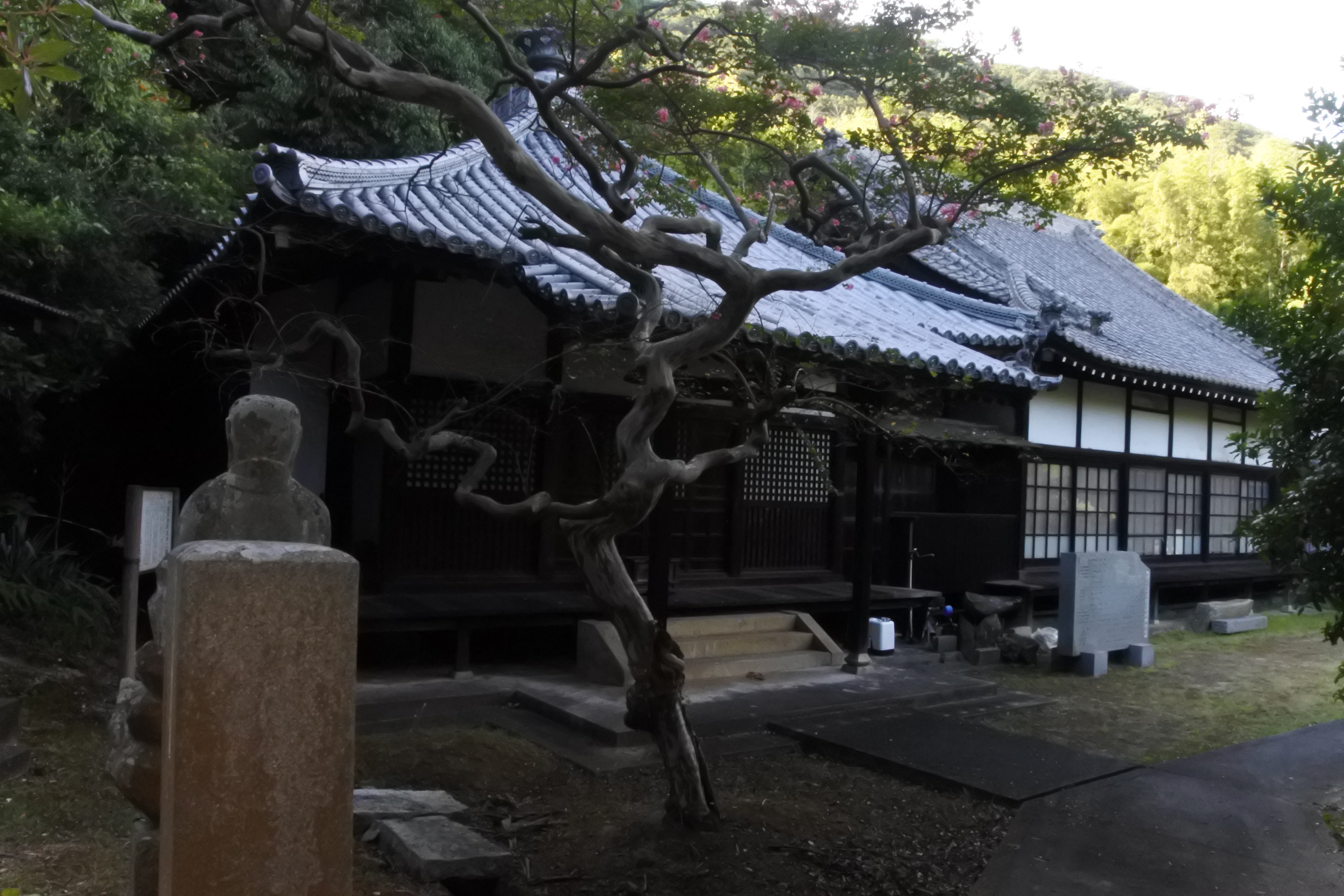
安養寺
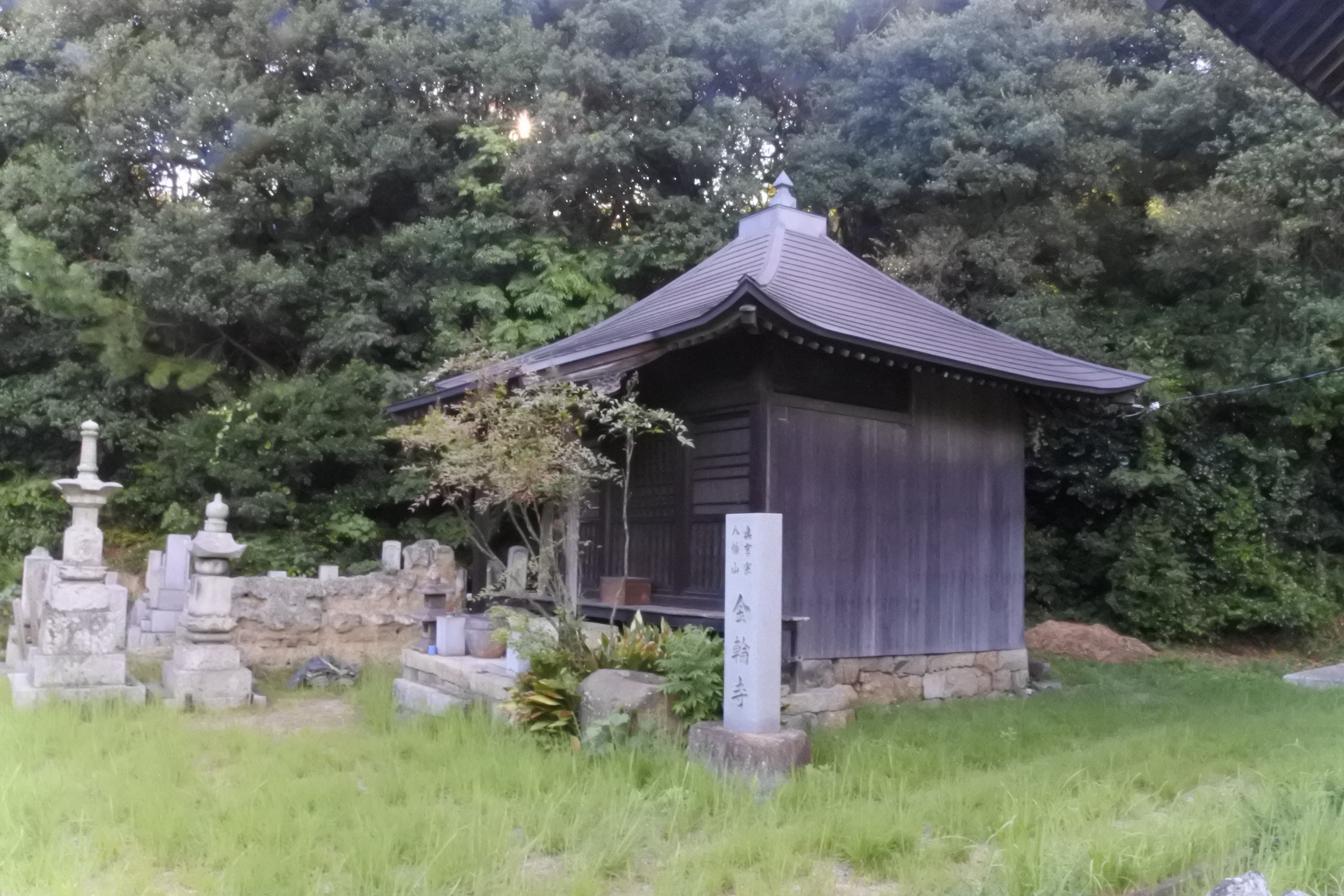
金輪寺
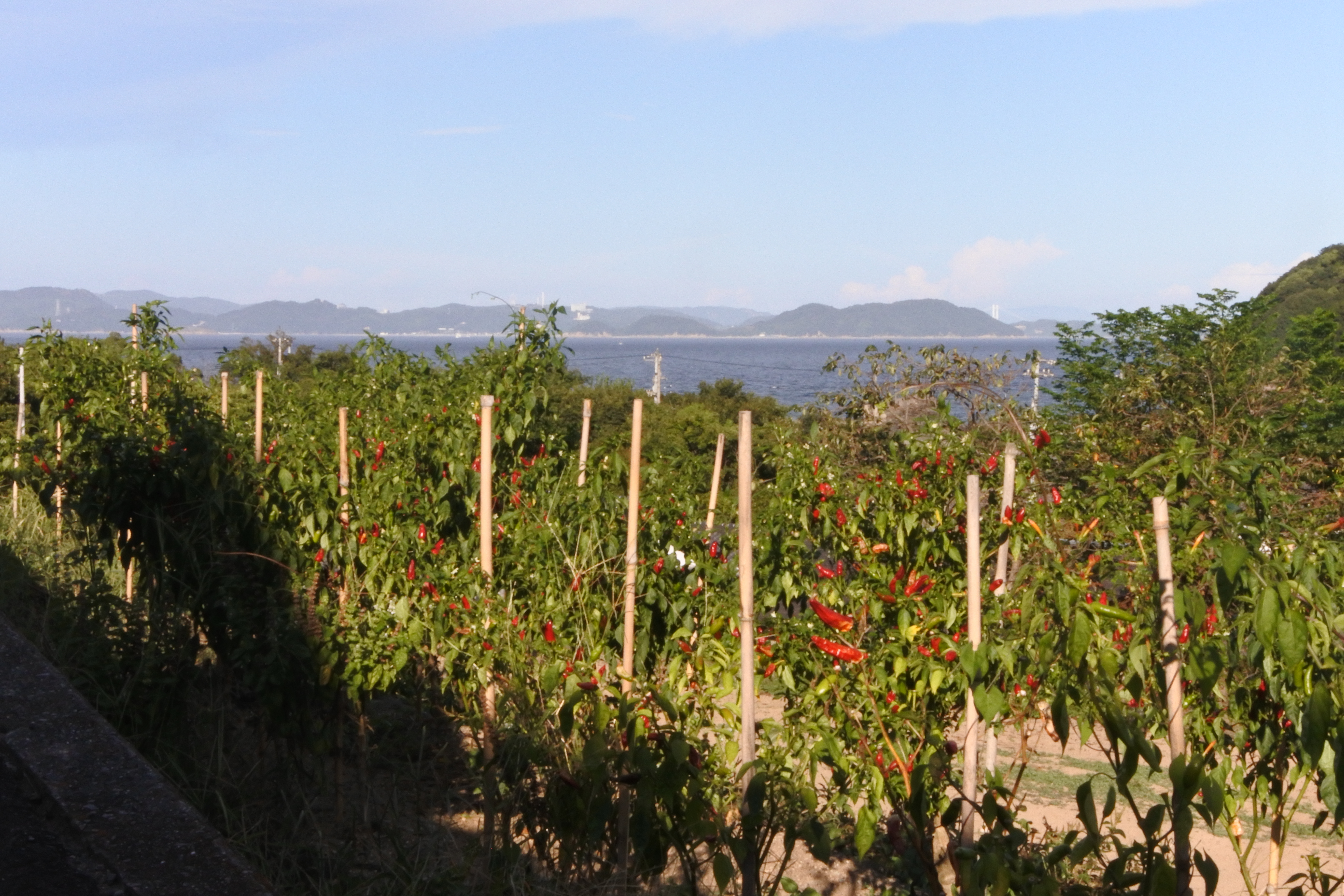
香川本鷹の栽培風景
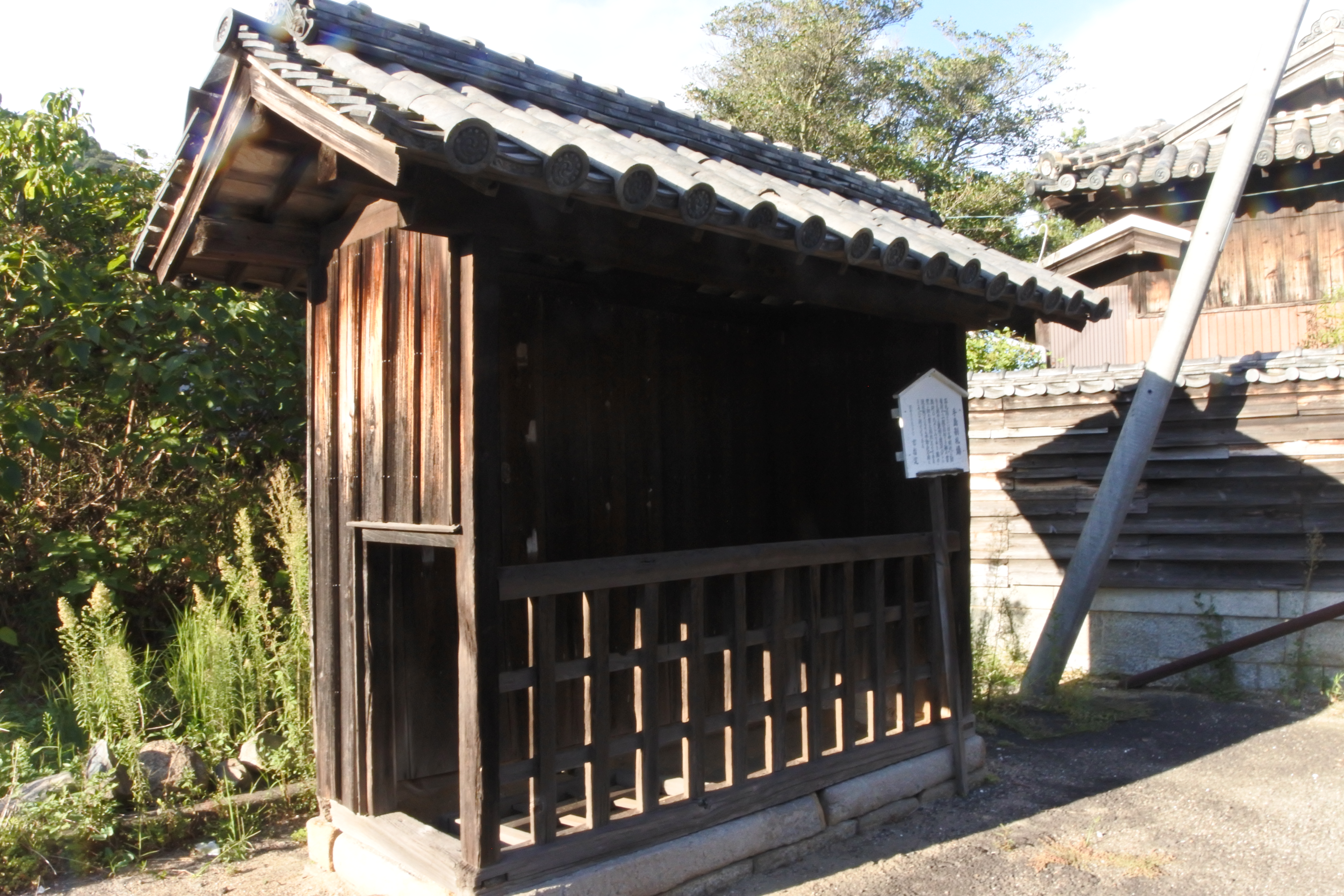
手島制札場
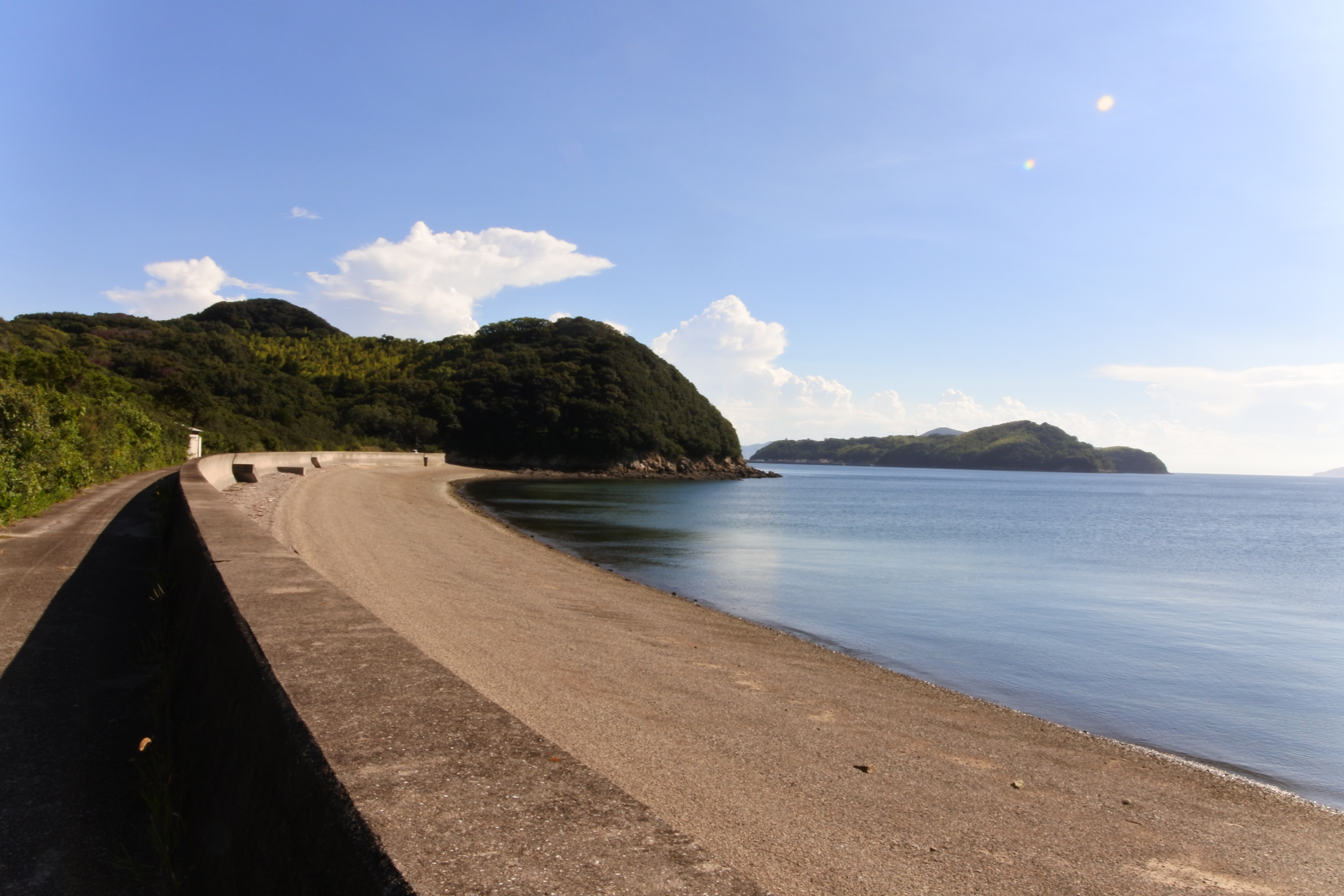
西浦海岸
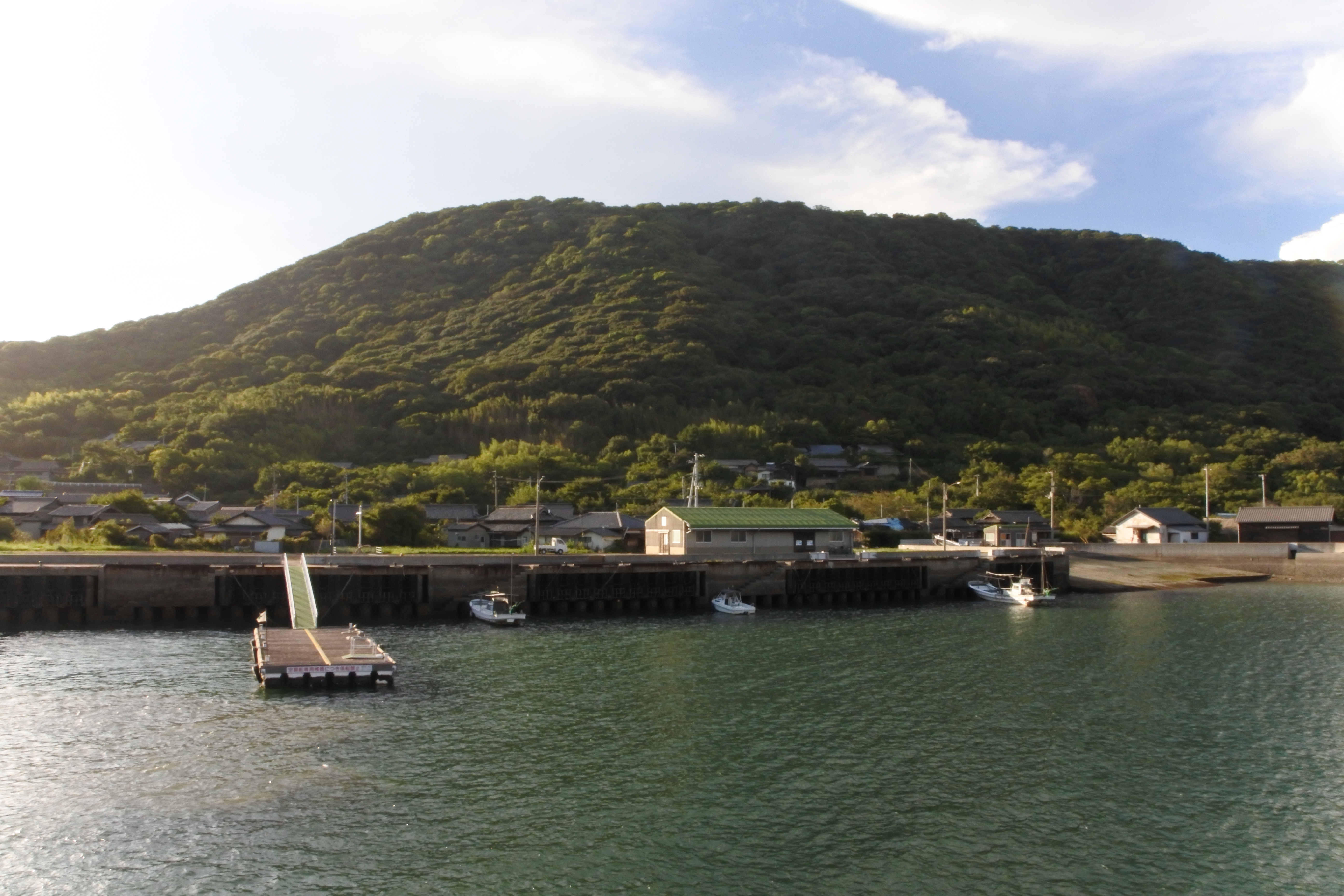
手島港から見た集落景観